# Sushma Shokeen
Sushma Shokeen (ur. 30 listopada 2000) – indyjska zapaśniczka walcząca w stylu wolnym. Zajęła ósme miejsce na mistrzostwach świata w 2022. Brązowa medalistka mistrzostw Azji w 2022 roku.